# Ankylopteryx (Ankylopteryx) tanana
Ankylopteryx (Ankylopteryx) tanana is een insect uit de familie van de gaasvliegen (Chrysopidae), die tot de orde netvleugeligen (Neuroptera) behoort. 
Ankylopteryx (Ankylopteryx) tanana is voor het eerst wetenschappelijk beschreven door Fraser in 1952.